# 14-й округ департамента Па-де-Кале
14-й избирательный округ департамента Па-де-Кале существовал до 2012 года и включал пять кантонов округа Ланс: Куррьер,  Лефоре,  Монтиньи-ан-Гоэль, Рувруа и Энен-Бомон. Общая численность населения по данным Национального института статистики за 2009 г. — 104 323 чел.
С 2012 году избирательный округ упразднён.
|  | Начало срока      | Конец срока       | Депутат      | Партия                  |
|  | ----------------- | ----------------- | ------------ | ----------------------- |
|  | 20 июня 2007 г.   | 17 июня 2012 г.   | Альбер Факон | Социалистическая партия |
|  | 19 июня 2002 г.   | 19 июня 2007 г.   | Альбер Факон | Социалистическая партия |
|  | 12 июня 1997 г.   | 18 июня 2002 г.   | Альбер Факон | Социалистическая партия |
|  | 02 апреля 1993 г. | 21 апреля 1997 г. | Жан Урбаньяк | Союз за Францию         |
|  | 23 июня 1988 г.   | 01 апреля 1993 г. | Альбер Факон | Социалистическая партия |

## Результаты выборов
|  | Кандидат     | Партия | Кол-во голосов | % голосов |
|  | ------------ | ------ | -------------- | --------- |
|  | Альбер Факон | СП     | 23 965         | 58,35     |
|  | Марин Ле Пен | НФ     | 17 107         | 41,65     |

|        | Кандидат         | Партия | Кол-во голосов | % голосов |
| ------ | ---------------- | ------ | -------------- | --------- |
|        | Альбер Факон     | СП     | 12 221         | 28,24     |
|        | Марин Ле Пен     | НФ     | 10 593         | 24,47     |
|        | Жан Урбаньяк     | СФД-ДД | 5732           | 13,24     |
|        | Несредин Рамдани | СНД    | 5606           | 12,95     |
|        | Доминик Ватрен   | ФКП    | 4972           | 11,49     |
| Прочие | Прочие           | Прочие |                | менее 4 % |